# جنیفر فریمن
جنیفر فریمن (انگلیسی: Jennifer Freeman؛ زادهٔ ۲۰ اکتبر ۱۹۸۵) یک هنرپیشه اهل ایالات متحده آمریکا است. وی از سال ۲۰۰۰ میلادی تاکنون مشغول فعالیت بوده‌است.